# Elaphoglossum smithii
Elaphoglossum smithii là một loài thực vật có mạch trong họ Lomariopsidaceae. Loài này được (Baker) H. Christ mô tả khoa học đầu tiên năm 1899.